# August De Rouck

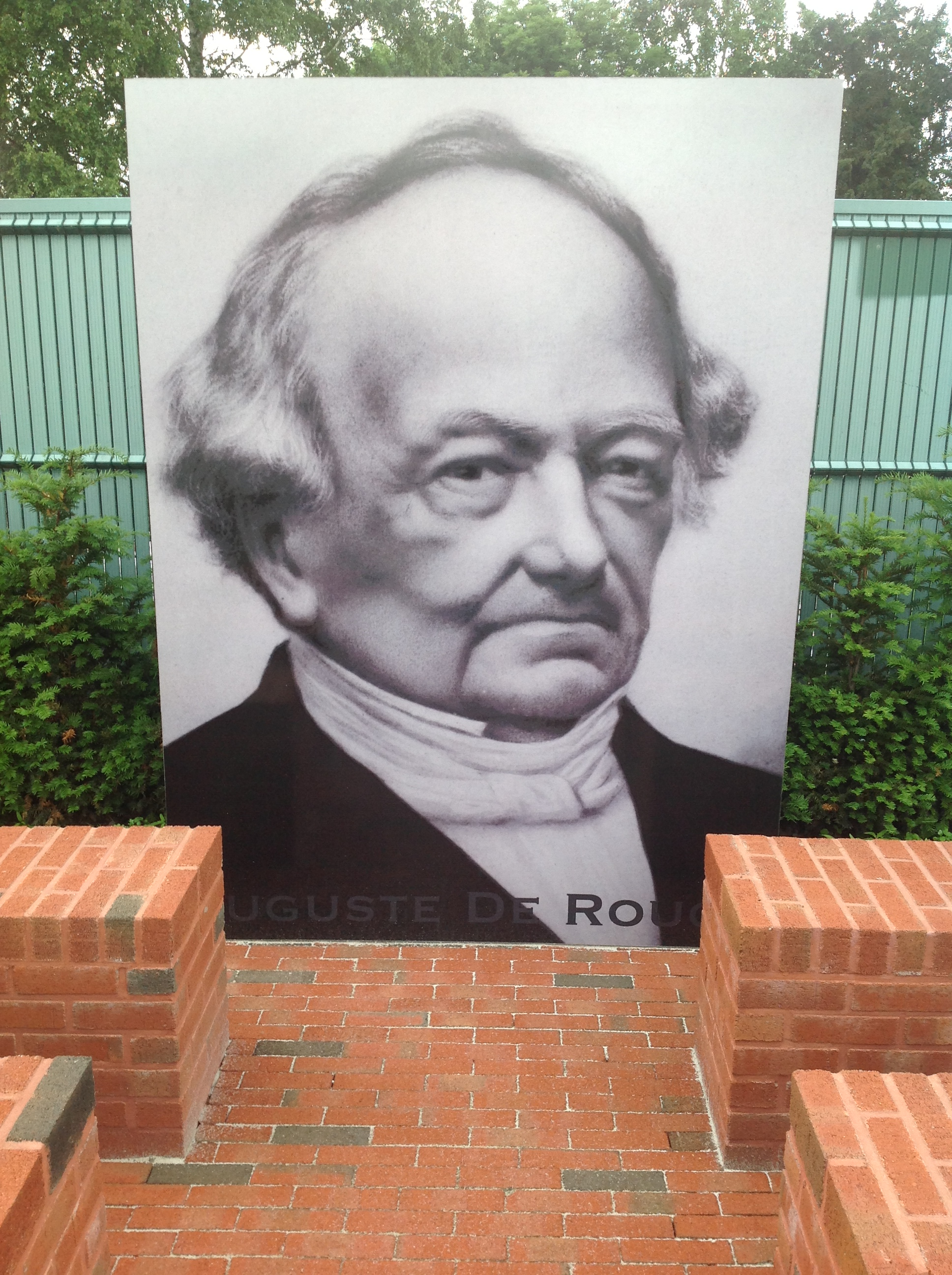
Grafmonument van August De Rouck

August De Rouck (Auguste De Rouck) was een Belgisch industrieel (1805-1881) die op 15 januari 1805 in Gent werd geboren. In 1852 erfde hij in Zottegem het Domein Breivelde en liet er in 1871 het (later verder verbouwde) landhuis 'Kasteel Breivelde' optrekken. In 1862 richtte De Rouck als lid van de katholieke burgerij het Gesticht Onze-Lieve-Vrouw van Deinsbeke op voor katholiek onderwijs. Op 11 augustus 1872 nodigde August De Rouck in zijn woning aan de Markt 46 notabelen en 'voorname burgers' van Zottegem uit ((…) ik heb u hier vergaderd ten einde eenen katholieken kring te stichten waartoe ik U afstand doe van het huis waar wij ons thans bevinden, huis waar ik geboren ben en bewoond werd door mij en mijne ouders). Hij stichtte zo op 11 augustus 1872 de Katholieke Kring in Huis De Katholieke Kring op de Markt. Hij had het pand dat via zijn moeder geërfd; zij was de laatste telg van de rijke griffiersfamilie Volcquaert die het had laten bouwen in de 18e eeuw. De Rouck liet in 1875 in Grotenberge een klooster met Mariagrot bouwen, hij richtte er ook een meisjesschool op (1875-1877) en in 1880 een jongensschool (de basis voor de huidige Campus Grotenberge van het Onze-Lieve-Vrouwcollege). August De Rouck stierf in Gent op 4 oktober 1881. Hij liet nog tijdens zijn leven een eigen grafkelder bouwen met daarbovenop een neogotische grafkapel. Deze raakte in verval en werd in 2007 om veiligheidsredenen gesloopt. In 2013 kreeg hij op dezelfde plaats een nieuw grafmonument van kunstenaar Thijs Van der Linden. Er werd in Zottegem ook een straat naar hem vernoemd.

## Afbeeldingen

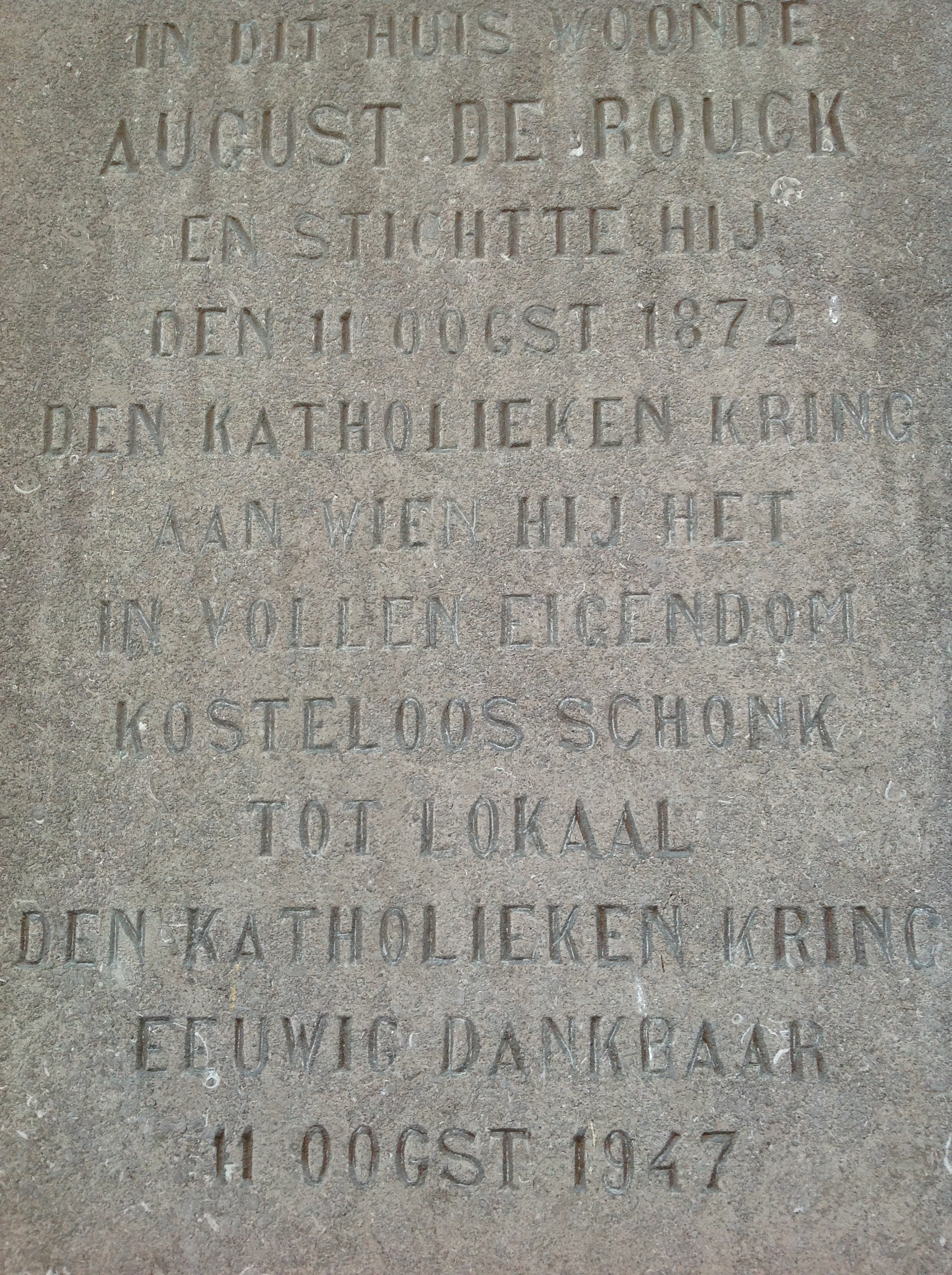
Herdenkingsplaquette aan de Huis De Katholieke Kring op de Zottegemse Markt
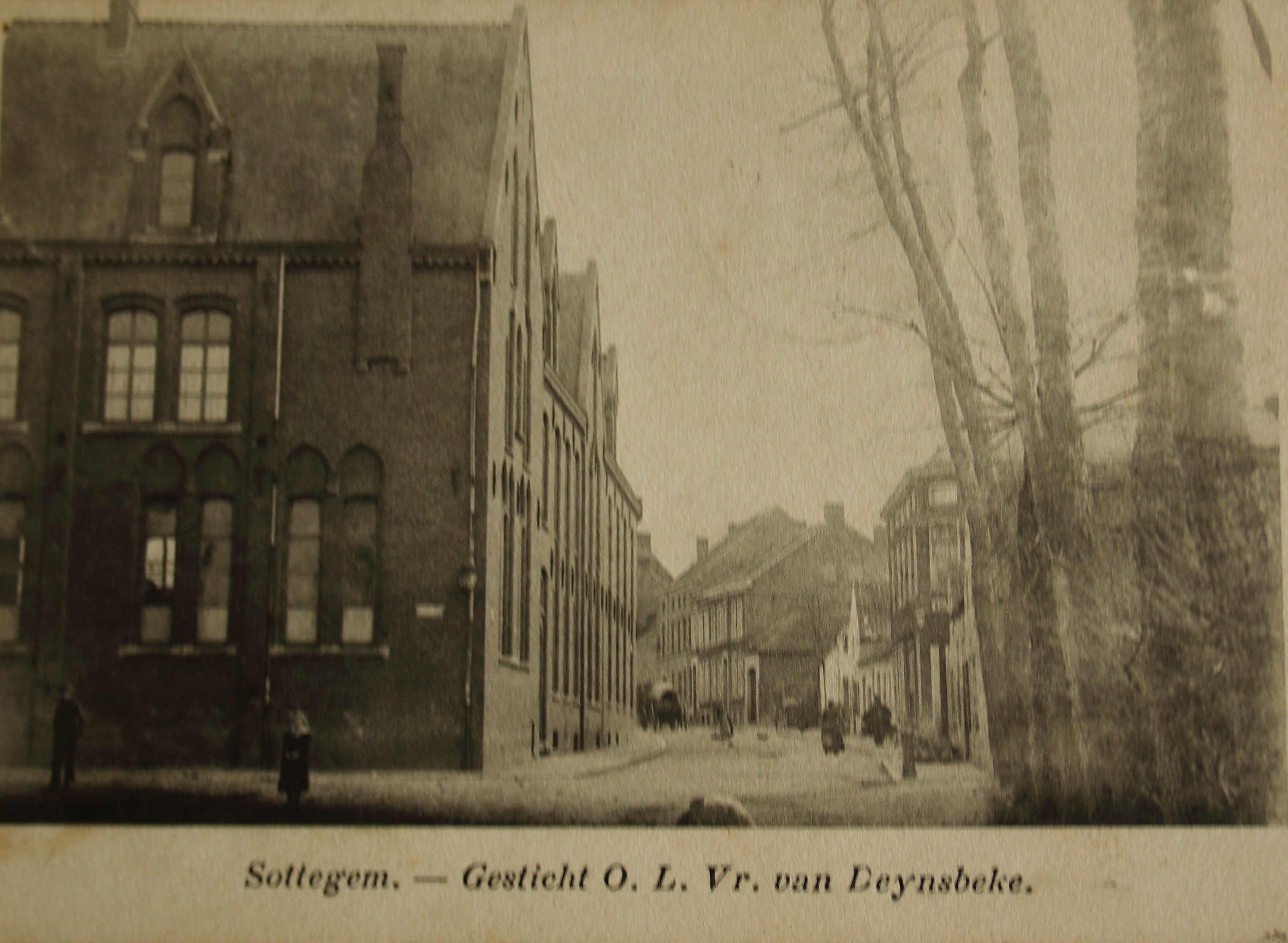
Gesticht Onze-Lieve-Vrouw van Deinsbeke
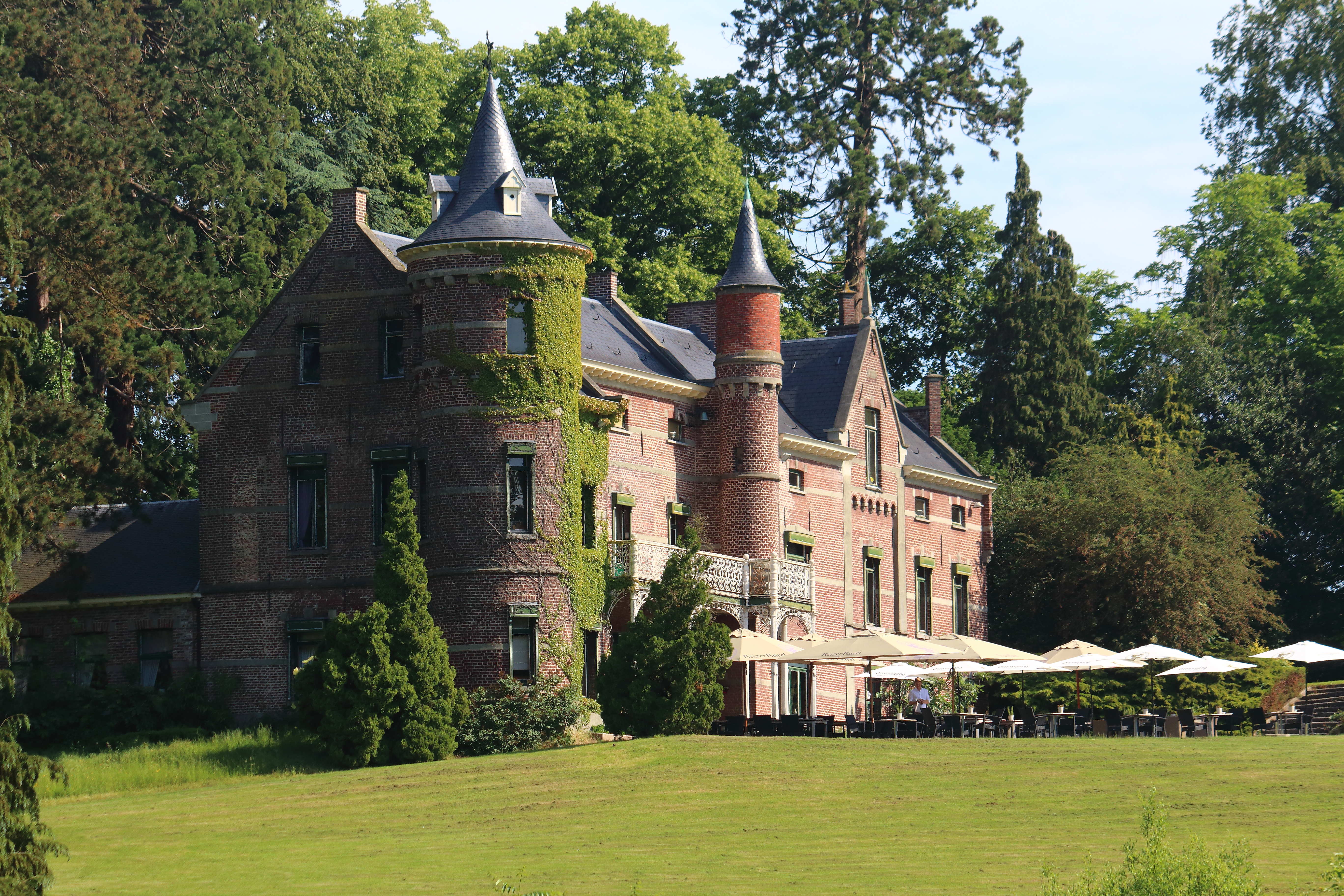
Kasteel Breivelde
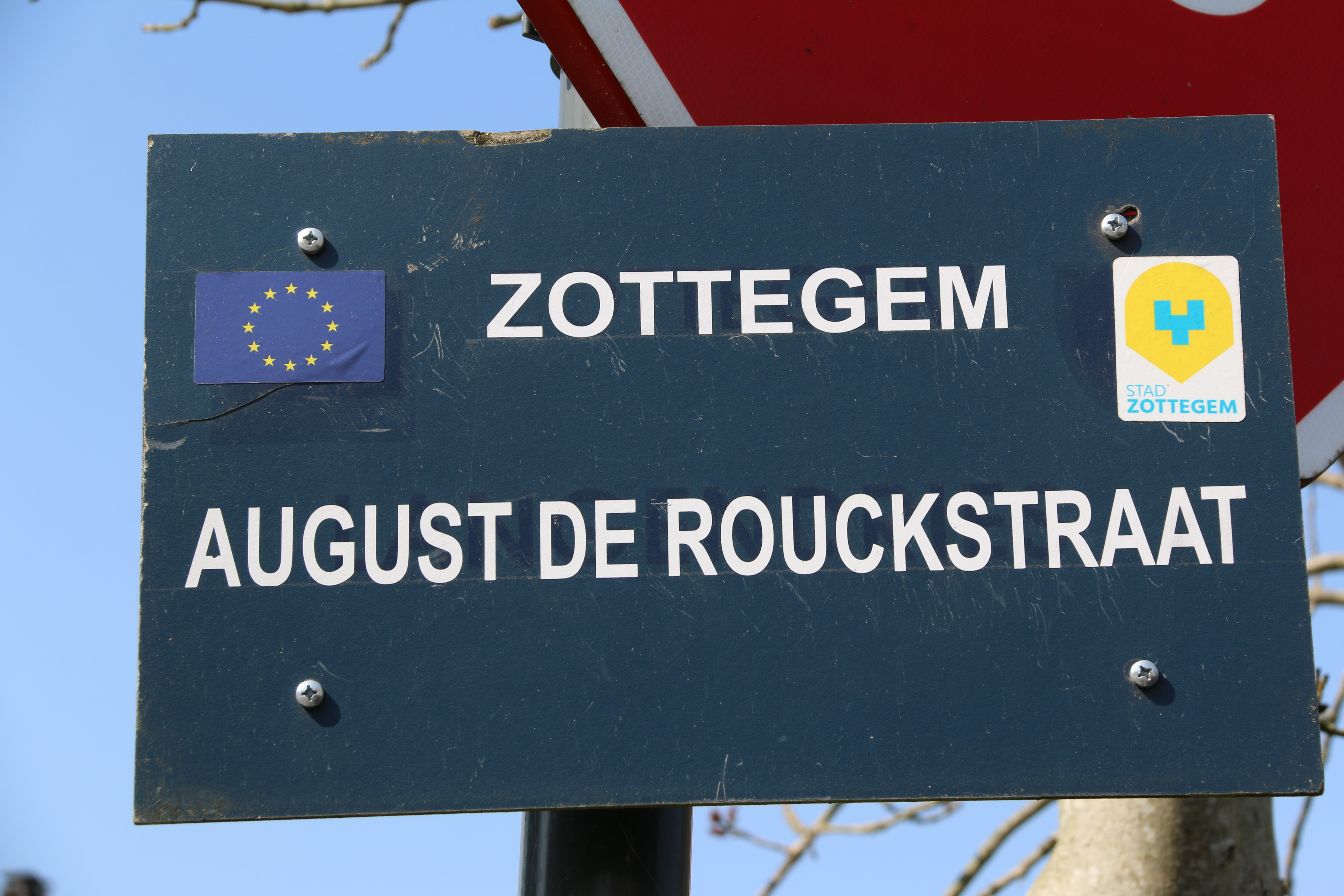
August De Rouckstraat